# 大亀美桜
大亀 美桜（おおかめ みお、1995年2月28日 - ）は、日本の子役である。

## 人物
埼玉県出身。血液型はAB型。特技は、ダンスとピアノ、趣味は、読書。
2005年度から、NHK総合テレビで毎週土曜日に生放送されている『週刊こどもニュース』に、鎌田家の長女「みお」役でレギュラー出演をしていた。

## 出演

### テレビ番組
- 週刊こどもニュース（2005年4月〜2008年3月、NHK総合テレビ）